# Pasquale Arzuffi
Pasquale Arzuffi (Zanica, 1897 – Bergamo, 1965) è stato un pittore italiano.

## Biografia
Allievo, tra gli altri, di Ponziano Loverini all'Accademia Carrara di Bergamo, inizia la propria attività di affrescatore molto presto, attorno al 1920, lavorando alla volta della seconda sagrestia della parrocchiale di Zanica. 
Fino all'inizio degli anni trenta la sua attività si svolse principalmente nell'ambito della provincia bergamasca, mentre nel 1931 l'allora Nunzio Apostolico a Sofia mons. Angelo Roncalli, futuro Papa Giovanni XXIII, lo chiamò insieme al decoratore Fermo Taragni, per gli affreschi alla Legazione Apostolica della capitale bulgara. 
Nello stesso periodo Arzuffi lavorò presso alcune dimore private ad Atene e Costantinopoli e nel 1932 presso la chiesa di San Giuseppe a Sofia.
Ebbe inizio per l'artista un periodo di intensa attività che lo portò dapprima nei pressi di Genova, successivamente a Novara e al Santuario della Madonna di Loreto. Nel 1936 fu a Novara, sei anni più tardi a Codogno e l'anno successivo a Fombio. 
Nel 1939 prese parte alla decima Mostra Sindacale d'Arte della Sezione di Bergamo.
Nel 1946 partecipò alla prima Mostra nazionale d'Arte sacra di Bergamo.  Nel 1950 dipinse nella Basilica di Sant'Angelo Lodigiano un intero ciclo dedicato alla vita della Santa Francesca Cabrini.
Vanno menzionati i numerosi lavori compiuti nelle chiese bergamasche (Chiesa San Lorenzo Martire di Redona), oltre ad alcune opere compiute nella parrocchiale della Bovisa e di San Colombano al Lambro e le collaborazioni con il figlio Luigi, anch'egli pittore, tra cui l'affresco nel catino absidale della chiesa di San Giovanni Battista a Rimini.
Alla radice dello stile di Pasquale Arzuffi sta la solida tradizione pittorica lombarda, come afferma il critico Amanzio Possenti, che si sostanzia di sapiente conoscenza della figura e delle proporzioni architetturali. Conoscenza esercitata attraverso un esercizio continuo che si esplica attraverso una grande intensità di segno, sia nei lavori di carattere religioso ma anche nelle cosiddette opere minori e nei lavori a cavalletto.